# いなべ市立員弁中学校
いなべ市立員弁中学校（いなべしりつ いなべちゅうがっこう）は、三重県いなべ市員弁町大泉新田1739番地にある市立中学校。

## 概要
旧員弁町域に位置し、かつては員弁町立員弁中学校であった。学校教育目標として、「豊かな人間味を持って、たくましく生きぬく生徒の育成」を掲げている。生徒数は268人（平成29年5月1日現在）。

## 学校区
いなべ市員弁町全域

## 交通
- 三岐鉄道北勢線楚原駅より徒歩10分[1]。